# Dyrektywa (informatyka)
Dyrektywa – zdanie lub fraza języka komputerowego, umożliwiająca zlecenia bądź modyfikację realizacji określonych poleceń wydawanych przez użytkownika. Dyrektywy definiowane są zarówno w językach programowania, w powłokach systemów operacyjnych, jak i innych językach komputerowych. Należy jednak podkreślić, iż w wielu przypadkach użycie pojęcia dyrektywy, jest kwestią nomenklatury zastosowanej przez danego autora w odniesieniu do danego pojęcia języka komputerowego.

## Stosowanie dyrektyw
Pojęcie dyrektywa literatura przedmiotu stosuje w odniesieniu do takich elementów języków komputerowych, jak:
- instrukcja w języku programowania
- fraza, modyfikator w języku programowania lub innym języku komputerowym
- opcje kompilacji
  - dyrektywa preprocesora
  - dyrektywa kompilatora
  - dyrektywa asemblera
- polecenie systemu operacyjnego

## Dyrektywy w językach komputerowych
Jak podano wyżej, w literaturze przedmiotu, pojęcie dyrektywy, stosowane jest do różnych elementów języków w zależności od przyjętej konwencji nazewnictwa.

### Języki programowania
W nomenklaturze języków programowania najczęściej do zdań języka stosuje się pojęcie instrukcji. Pojęcie dyrektywy stosowane jednak bywa w odniesieniu do instrukcji języków interpretowanych, szczególnie w starszych językach i literaturze, np. BASIC, Comal, JEAN. W wielu językach programowania bądź ich implementacjach, zastosowano pojęcie dyrektywy w odniesieniu do grupy wybranych fraz i modyfikatorów, mających odrębne cechy wyróżniające. Przykładem są dyrektywy zawarte w składni języków oferowanych w ramach serii Turbo pakietów programistycznych stworzonych przez przedsiębiorstwo Borland. W Turbo Pascalu, od wersji 5.5, wprowadzono pojęcie dyrektyw w odniesieniu do słów kluczowych, które nie są – w przeciwieństwie do pozostałych – słowami zastrzeżonymi, i spełniają funkcję modyfikatorów w określonych frazach stosowanych w deklaracjach i definicjach zawartych w kodzie źródłowym, np. absolute, forward, external, inline itd. W systemie Turbo Prolog pojęcie to odnosi się do predykatów związanych z testowaniem i uruchamianiem programów, które są użyteczne do debugowania, lecz przy generowaniu ostatecznego kodu wynikowego, winny być usunięte w celu umożliwienia translatorowi wygenerowania optymalnego kodu wynikowego.

### Powłoki systemów
Również polecenia systemów operacyjnych, najczęściej w odniesieniu do ich sposobu literalnego zapisu, przez niektórych autorów publikacji, są określane mianem dyrektyw. Przykłady:
- CP/M[6]
- ISIS-II[7]
- VSAM[8].

### Opcje kompilacji
Opcje kompilacji mogą mieć różną postać. W odróżnieniu od ww. języków programowania i powłok systemowych, literatura przedmiotu bardziej jednolicie stosuje pojęcie dyrektywy, w odniesieniu do poleceń języków definiujących opcje kompilacji, takich jak:
- dyrektywy preprocesora[9][10]
- dyrektywy kompilatora[4][11]
- dyrektywy makefile, np. makefile przedsiębiorstwa Borland[4]
- dyrektywy asemblera[7][12].